# 切尼海崖
79°39′S 159°48′E / 79.650°S 159.800°E
切尼海崖（英語：Cheney Bluff）是南極洲的海崖，位於奧次地，處於默里角西南面9公里的卡萊恩冰川終點南部，美國地質調查局根據測量和該國海軍的空中照片繪入地圖，現時由南極條約體系管理。